# Contea di Franklin (Kentucky)
La contea di Franklin, in inglese Franklin County, è una contea dello Stato del Kentucky, negli Stati Uniti. La popolazione al censimento del 2000 era di 47 687 abitanti. Il capoluogo di contea è Frankfort. Il nome le è stato dato in onore a Benjamin Franklin, famoso giornalista, diplomatico e inventore statunitense.

## Geografia fisica
La contea si trova nella parte settentrionale del Kansas. L'U.S. Census Bureau certifica che l'estensione della contea è di 549 km², di cui 545 km² composti da terra e i rimanenti 4 km² composti di acqua.

### Contee confinanti
- Contea di Owen (Kentucky) - nord
- Contea di Scott (Kentucky) - est
- Contea di Woodford (Kentucky) - sud-est
- Contea di Anderson (Kentucky) - sud
- Contea di Shelby (Kentucky) - ovest
- Contea di Henry (Kentucky) - nord-ovest

### Principali strade ed autostrade
- Interstate 64
- U.S. Highway 60
- U.S. Highway 127

## Storia
La contea di Franklin venne costituita nel 1795.

## Città e paesi
- Frankfort